# Allenrolfea vaginata
Allenrolfea vaginata är en amarantväxtart som först beskrevs av August Heinrich Rudolf Grisebach, och fick sitt nu gällande namn av Carl Ernst Otto Kuntze. Allenrolfea vaginata ingår i släktet Allenrolfea och familjen amarantväxter. Inga underarter finns listade i Catalogue of Life.